# 聖克萊爾 (密蘇里州)
聖克萊爾（英語：Saint Clair）是位於美國密蘇里州富蘭克林縣的城市。

## 人口
根據2020年美國人口普查的數據，聖克萊爾的面積為12.41平方千米，當中陸地面積為12.37平方千米，而水域面積為0.03平方千米。當地共有人口4791人，而人口密度為每平方千米386人。